# Morethia taeniopleura
Espèce
Synonymes
- Ablepharus taeniopleurus Peters, 1874

Morethia taeniopleura est une espèce de sauriens de la famille des Scincidae.

## Répartition
Cette espèce est endémique du Queensland en Australie. Sa présence est incertaine en Nouvelle-Galles du Sud.

## Publication originale
- Peters, 1874 : Über einige neue Reptilien (Lacerta, Eremias, Diploglossus, Euprepes, Lygosoma, Sepsina, Ablepharus, Simotes, Onychocephalus). Monatsberichte der Königlich preussischen Akademie der Wissenschaften zu Berlin, vol. 1874, p. 368-377 (texte intégral).